# Лангенбург (замок)
Лангенбург (нем. Schloss Langenburg) — средневековый замок в одноимённом городке, в административном округе Штутгарт, в районе Швебиш-Халль, в федеральной земле Баден-Вюртемберг, Германия. Комплекс расположен на горном отроге над долиной Ягст и до сих остаётся в собственности семьи Гогенлоэ-Лангенбург. Представители рода до сих пор используют старинное сооружение как жилую резиденцию. По своему типу принадлежит к замкам на вершине.

## История

### Ранний период

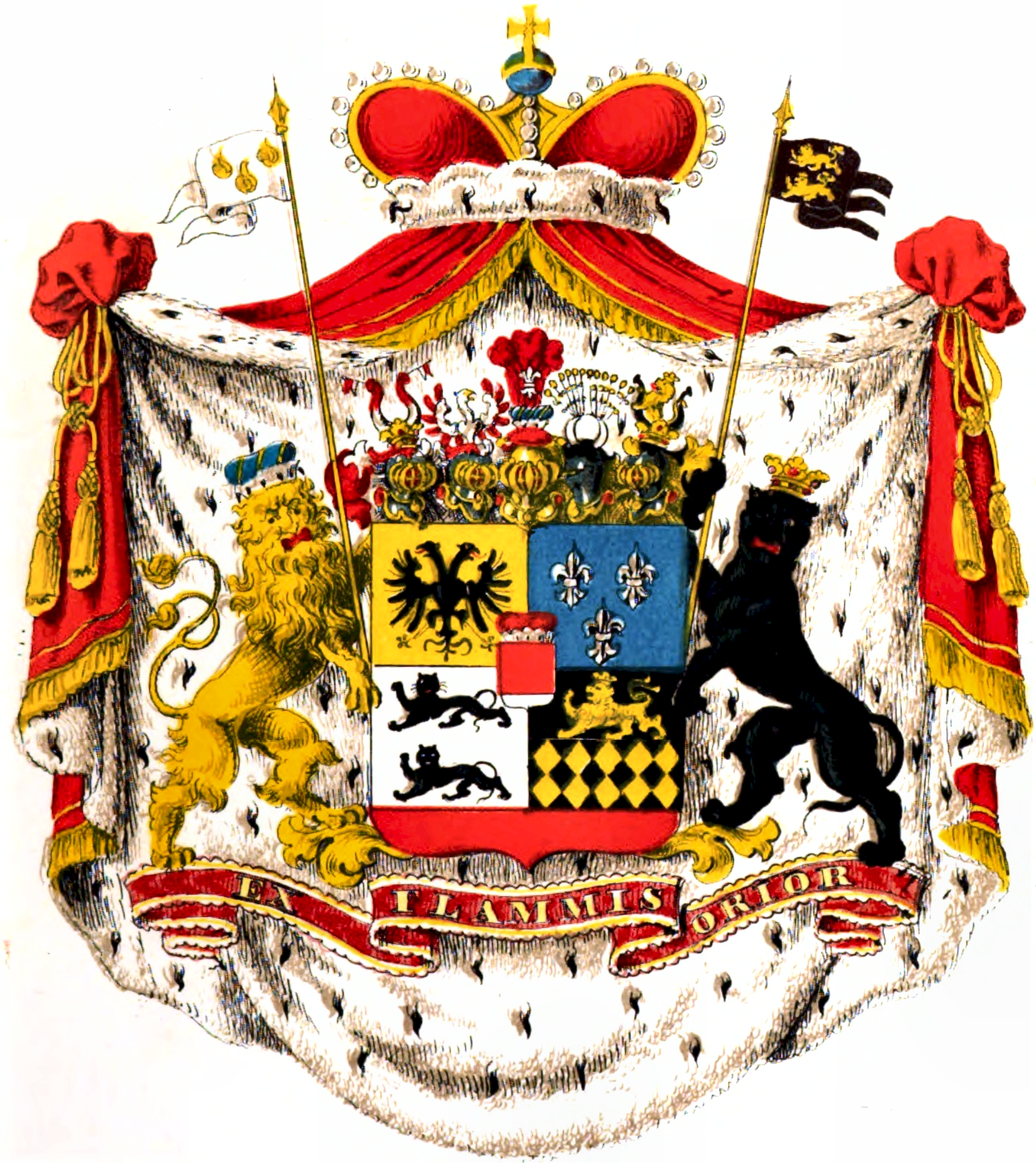
Герб княжеского рода Гогенлоэ-Лангенбург (дворянский род)

Замок на этом месте впервые упоминается в документах около 1226 года под названием Langenberg — castrum et oppidum. С 1235 года проводились работы по масштабной перестройке ранней крепости в неприступную твердыню. Примерно в это время были построены две могучие круглые башни, сохранившиеся поныне. 
В XV веке в замке провели ещё одну серьёзную реконструкцию. На этот раз Лангенбург перестроили в крепость, соответствующую эпохе огнестрельного оружия.

### Эпоха Ренессанса

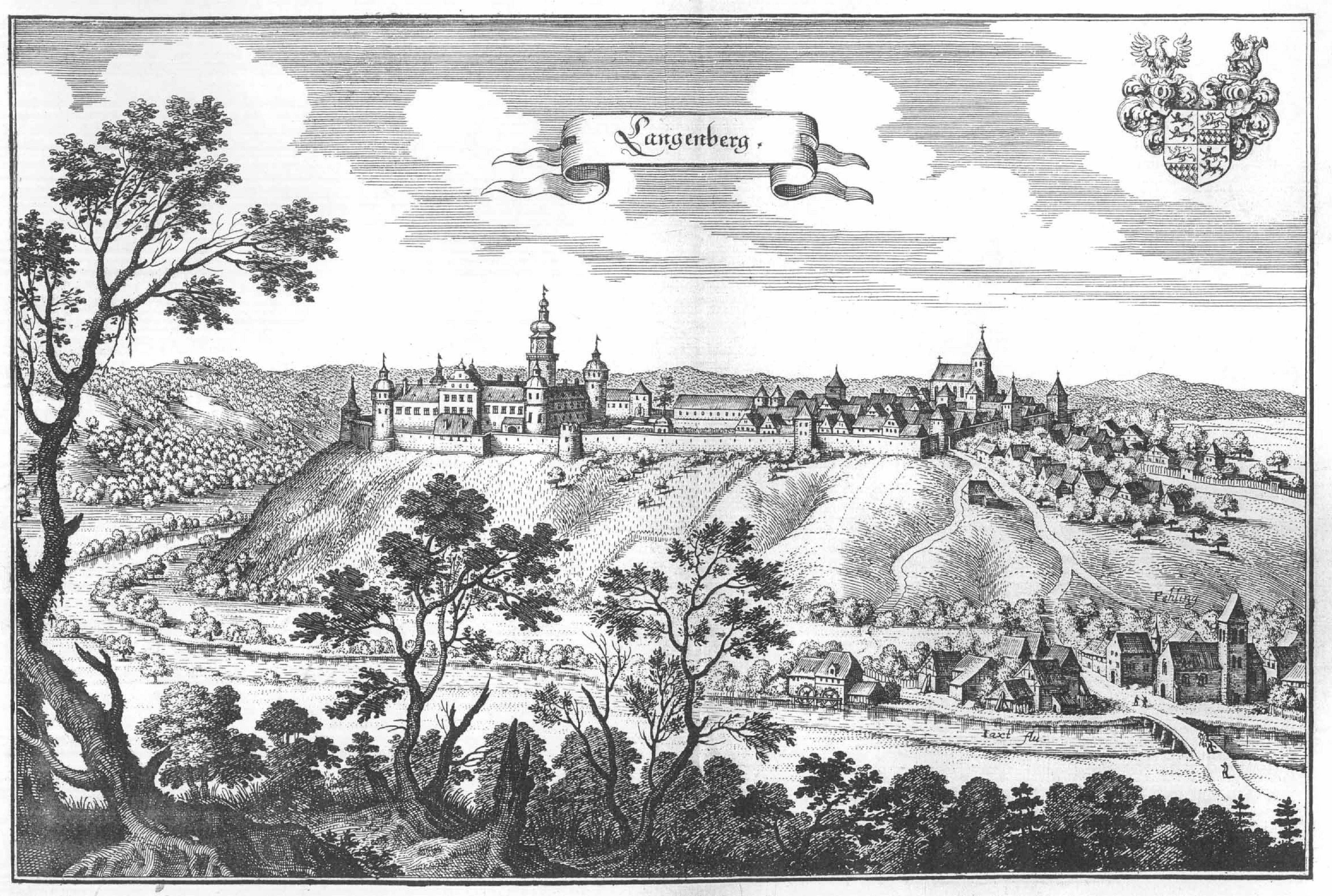
Замковый комплекс на рисунке 1648 года работы Маттеуса Мериана-старшего

В период между 1610 и 1616 годами комплекс стал важной аристократической резиденцией. Граф Вольфганг цу Гогнелоэ-Лангенбург (1546–1610) приказал сделать замок административным центром своих общирных владений. Сюда перебрались свита и двор собственника. При его преемнике, графе Филиппе Эрнсте цу Гогнелое-Лангенбург (1584–1628), в реконструкцию замка были вложены огромные средства.
В короткий срок суровая крепость стала превращаться в роскошную дворцово-замковую резиденцию. В облике сооружения появилось много элементов, характерных для эпохи Возрождения. Например, и сегодня производят сильное впечатление внутренний двор с его галереями, фронтонами и лестничными башнями.

### XVIII век
В середине XVIII века произошла очередная перестройка комплекса. Обширные строительные работы велись в период с 1757 по 1759 год. Реконструкция велась в строгом соответствии со стилем барокко. Тогда же были построены два стационарных моста, которые ведут через два рва к главному входу в замок (они заменили прежние подъёмные). После проведённых работ Лангенбург приобрёл современный вид.

### XIX-XX века

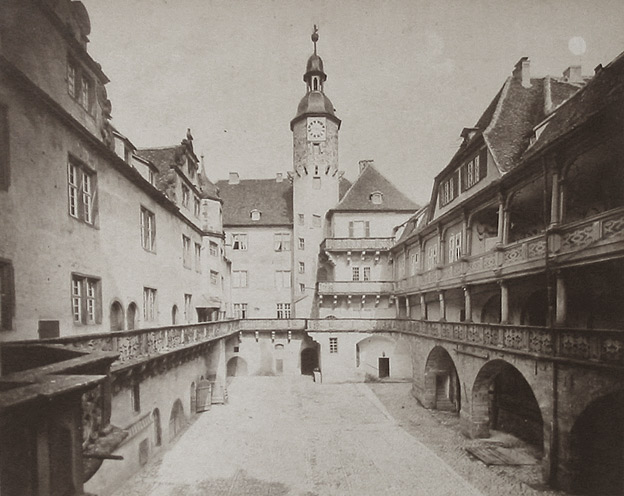
Внутренний двор замка на фотографии 1870 года

В XIX и XX веках внешний вид замка оставался практически неизменным. Проводившиеся строительные работы велись только в целях реставрации или косметического ремонта.
Во время Второй мировой войны Лангенбург, в отличие от многих соседних поселений, избежал попаданий при бомбардировках и разрушений. Однако весной 1944 года по распоряжению командования вермахта  значительную часть помещений во дворце пришлось освободить. Там разместили военный госпиталь, который оставался в Лангенбурге до конца боевых действий.
В январе 1963 года сильный пожар частично уничтожил восточное и северное крылья резиденции. Впоследствии эти здания пришлось полностью восстанавливать.

## Описание замка

### Общее описание

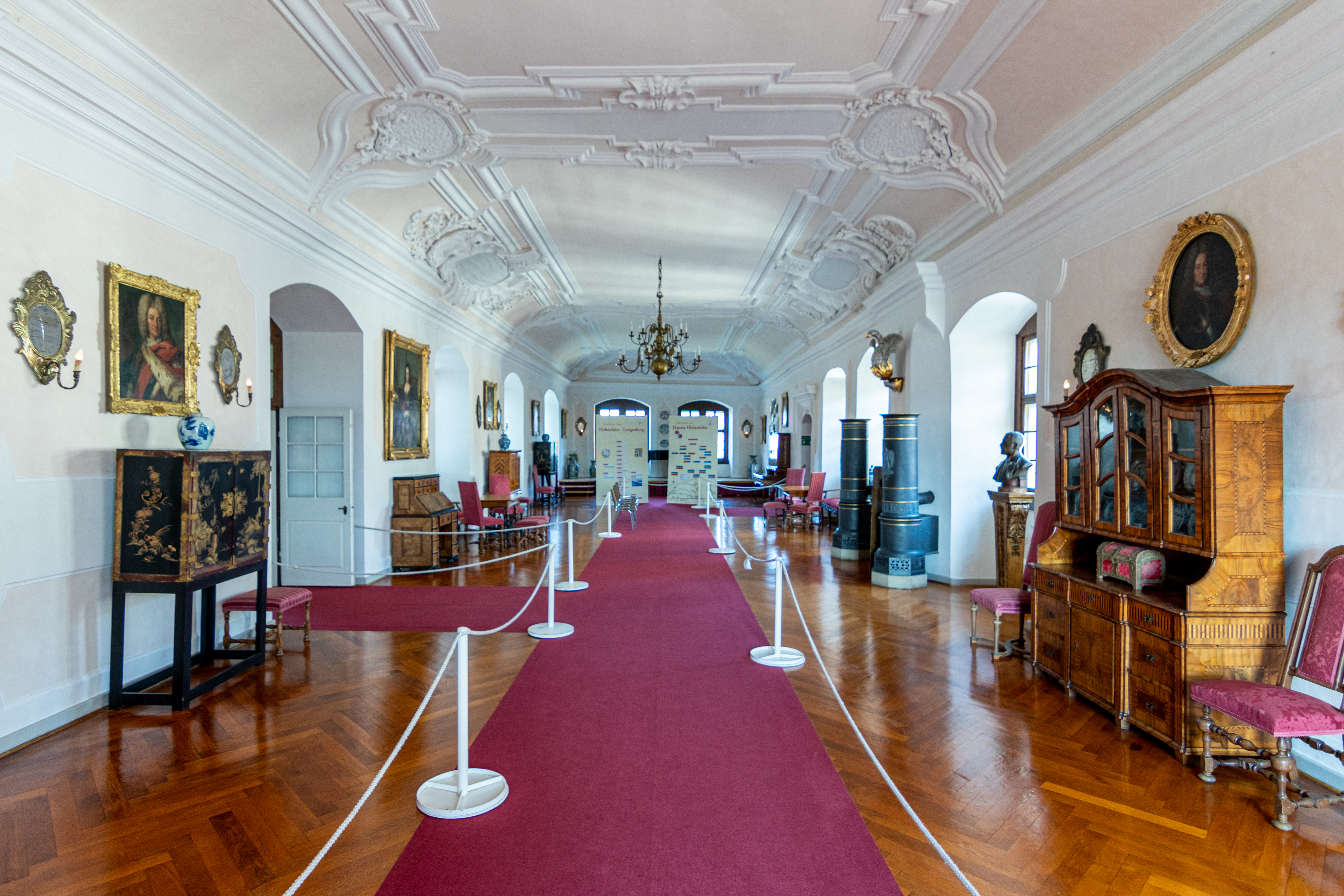
Замковый музей

Комплекс представляет собой прямоугольное вытянутое с запада на восток сооружение, к которому по краям примыкают круглые башни. Четыре жилых крыла образуют внутренний двор, в котором сохранились крытые галереи. Также во внутреннем дворе возведена высокая изящная часовая башня.
Главный вход расположен с восточной стороны. В прежние времена перед главными воротами находился форбург. Там размещались склады, конюшни, кузница и различные хозяйственные постройки. Попасть в цитадель можно было только по подъёмному мосту.

### Замковый сад и парк

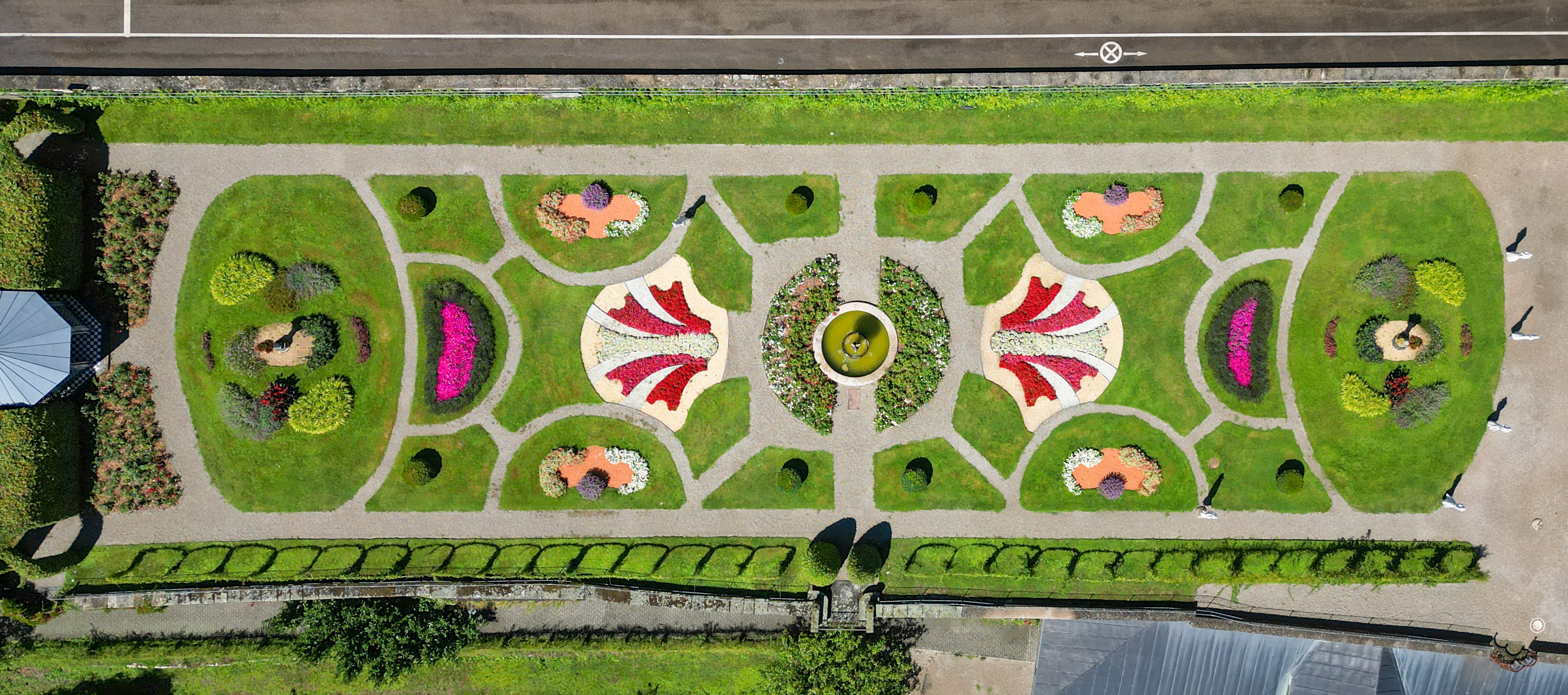
Вид барочного сада с высоты птичьего полёта

В южной части бывшего форбурга разбит живописный барочный сад с беседкой и фонтаном. Он включает цветники и посадки экзотических растений. Со всех сторон (кроме восточной) замок окружает лесистый парк. Через него проложены тропы и дорожки.

### Замковая часовня
В начале XVII века, во время расширения замка и превращения его в княжескую резиденцию, к круглой юго-восточной башне пристроили трёхэтажную капеллу. Из внутреннего убранства заслуживают внимания расписные деревянные галереи, деревянная кафедра и скамьи. Во время большого пожара замка 1963 года интерьер уцелел. Пострадала только крыша.

## Пожар в замке
В ночь с 23 на 24 января 1963 года из-за неисправности дымохода в восточном крыле комплекса вспыхнул пожар. Ситуация осложнялась очень низкой температурой. Столбик термометра показывал -20 °C. Кроме того, в это время местность укрыл густой туман. Всё это вместе способствовало быстрому распространению огня с разрушительными последствиями.

### Хронология событий
- Около 01:00 ночи: Сотрудница замечает пожар и дым в прихожей столовой.
- 01:15 ночи: Под потолком вспыхивает тлеющий огонь; пожарные части Лангенбурга и Гераброна оповещены.
- 01:30 ночи: Начинается тушение пожара, но вскоре пламя охватывает всё восточное крыло.
- Примерно в 02:00 ночи огонь перекинулся на крышу соседней башни; пожарные проделали отверстия в замерзшей реке Ягст, но водоснабжение оставалось совершенно недостаточным.
- 02:15: Прибывает пожарная служба из Крайльсхайма; через пять минут о происшествии оповещены экстренные службы Штутгарта.
- 02:45: Пожарная часть Кюнцельзау прибывает к месту тушения пожара.
- 02:55: Загорается колокольня ; через 15 минут колокол срывается и падает вниз.
- Около 03:30 огонь охватил две трети северного крыла и часть южного крыла.
- 04:00: Пожарная команда из Швебиш-Халль прибывает в замок.
- 04:35: Наконец прибыла пожарная служба Штутгарта; вскоре после этого от реки Ягст к замку были проложены рукавные линии, но вода тут же замерзла; воду для пожаротушения к замку доставляли 15 специальных автоцистерн.
- 05:00 утра: Загорелась крыша часовни.
- 06:30 утра: Пожарным удалось взять под контроль место пожара; огонь больше не распространяется.
- 08:00 утра: Пожар потушен.

Кроме перечисленных, в тушении огня были задействованы пожарные команды Шроцберга, Бад-Мергентхайма, Хайльбронна, Блауфельдена, Кирхберга-на-Ягсте и Лендзиделя. В общей сложности с пламенем боролись 275 человек. Южное и западное крылья были вовремя защищены и пережили пожар практически невредимыми. Правда, главное жилое крыло княжеской семьи вместе со всей его исторически ценной мебелью и картинами было уничтожено огнём. Общий ущерб оценивался в 6 миллионов немецких марок.
Реконструкция дворца началась весной 1963 года. Работы продлились пять лет и были завершены летом 1968 года.

## Замок Лангенбург сегодня

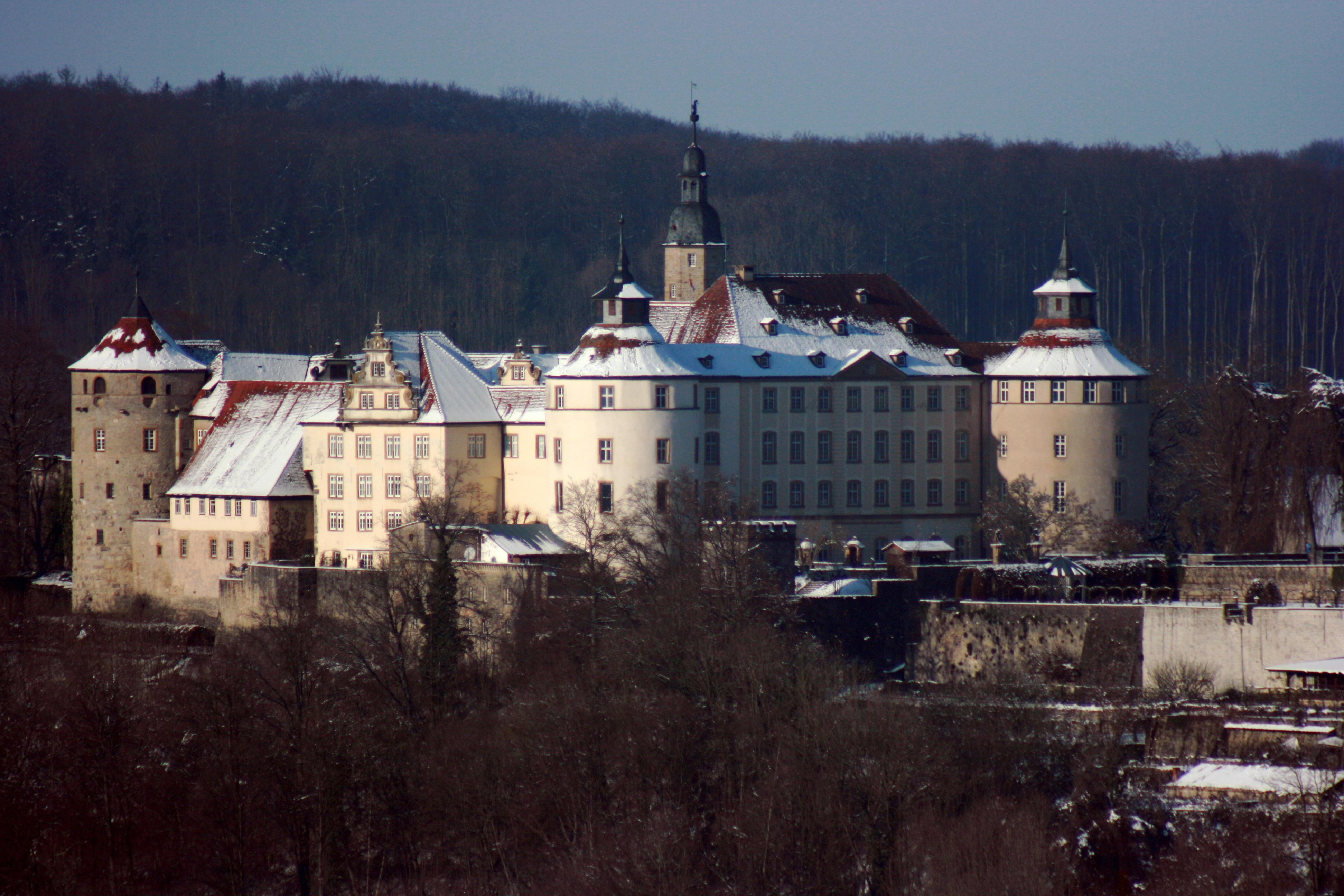
Вид замка Лангенбург зимой

Замок находится в частной собственности семьи Гогенлоэ-Лангенбург и до сих пор служит этому роду жилой резиденцией. С 1960 года часть комплекса доступна для посещения. В открытых залах действует музей. Уникальным пространством, которое могут увидеть туристы, является внутренний двор. Эта территория была обустроена в эпоху Возрождения. Двор широко известен удивительной акустикой. Кроме того, можно посетить дворцовую часовню и семь различных помещений: Зал заседаний, Новая столовая, Архивная комната, Барочный зал, Королевский угловой зал, Библиотека Феодоры и Липовый зал. Музей предлагает посетителям возможность познакомиться с подробностями быта и культуры немецкой аристократии прошлых веков. Кроме того, в экспозиции представлены ценная старинная мебель, гобелены, картины, фаянс, фарфор, а также коллекция оружия, доспехов и охотничьих трофеев.
C 1950 года при замке действует кафе. Оно расположено в розарии и уже не одно десятилетие является весьма популярным местом встреч среди жителей региона.

### Автомузей

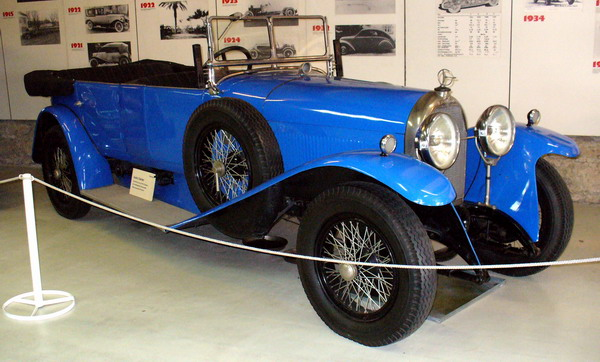
Машина Austro-Daimler в автомобильном музее

В бывших конюшнях между замком и остальной частью города находится «Немецкий автомобильный музей». Оно основано в 1969 году князем Крафтом цу Гогенлоэ-Лангенбургом, а также известным гонщиком и автомобильным журналистом Рихардом фон Франкенбергом. Экспозиция старинных и гоночных автомобилей открылась для посетителей в 1970 году.

### Концерты и выставки
Ежегодно в Барочном зале замка проходит несколько концертов из цикла «Культурное лето Гогенлоэ».
Ежегодно в сентябре на территории дворца проводятся Дни княжеских садов. Здесь проходит выставка-продажа с демонстрационными садами и широким выбором редких растений, а также аксессуаров и садовой мебели. В программу также входят концерты, мастер-классы, занятия по экологическому образованию для детей и шоу кулинарии.

## Галерея

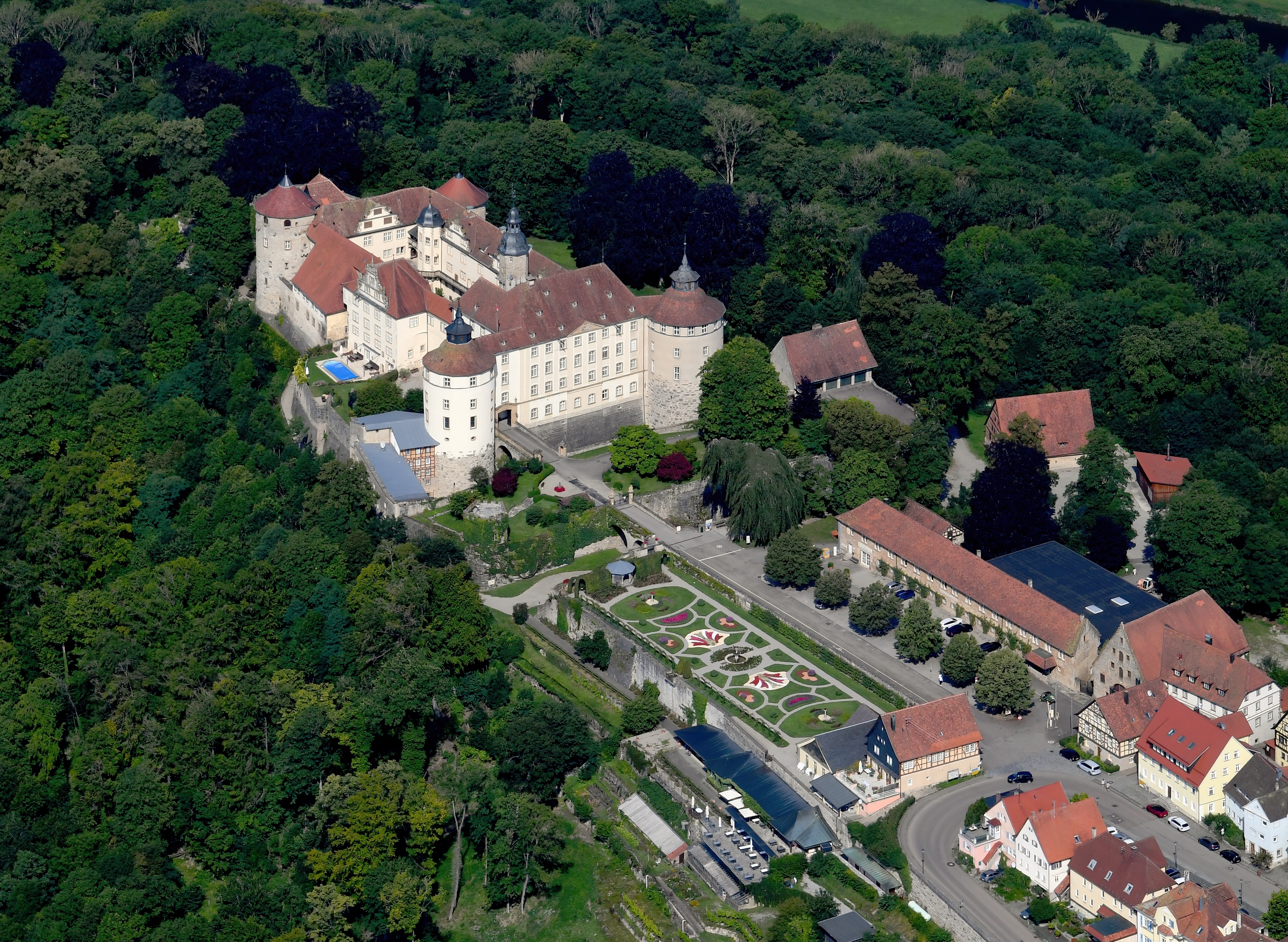
Вид замка с высоты птичьего полёта
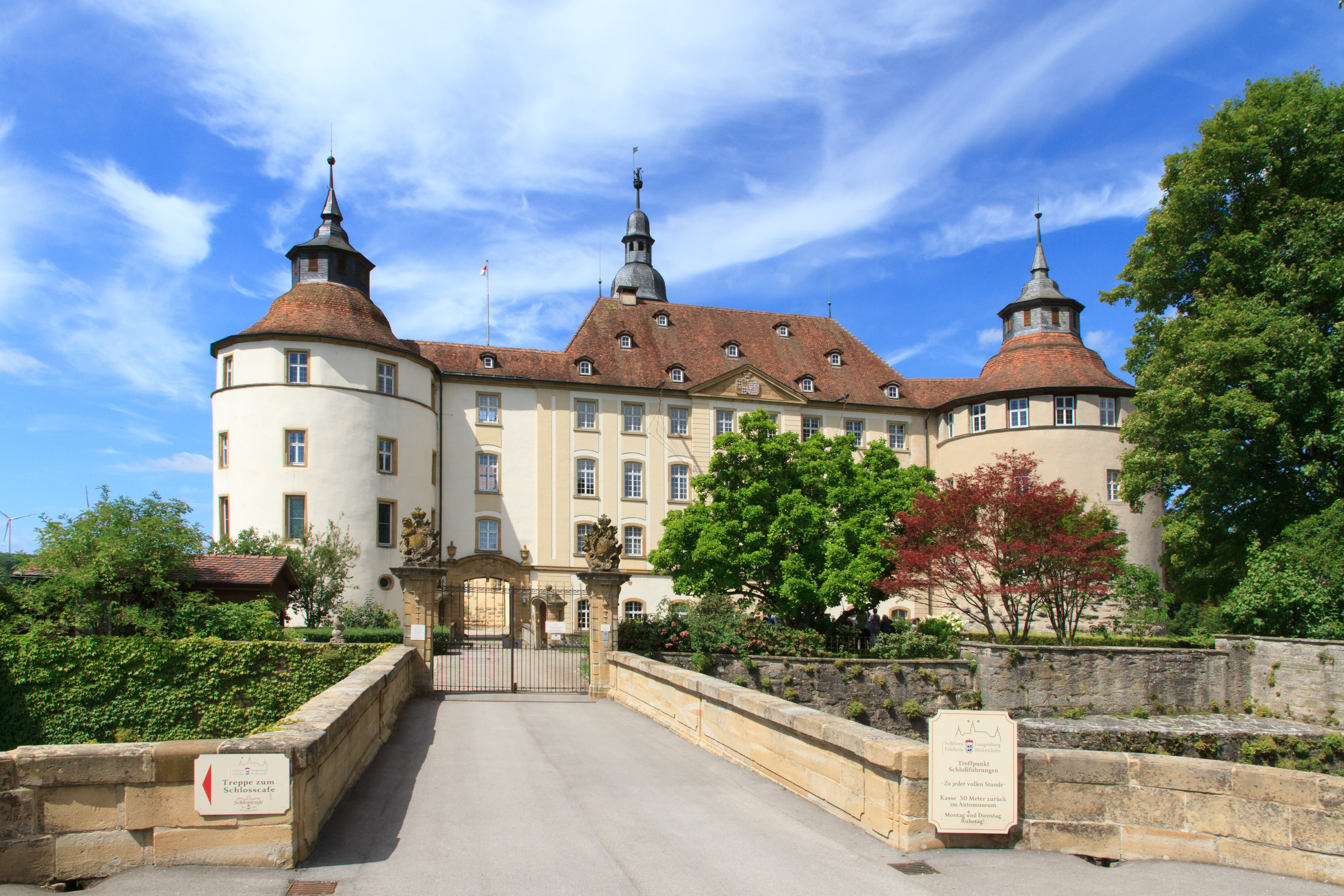
Мост ведущий в замок
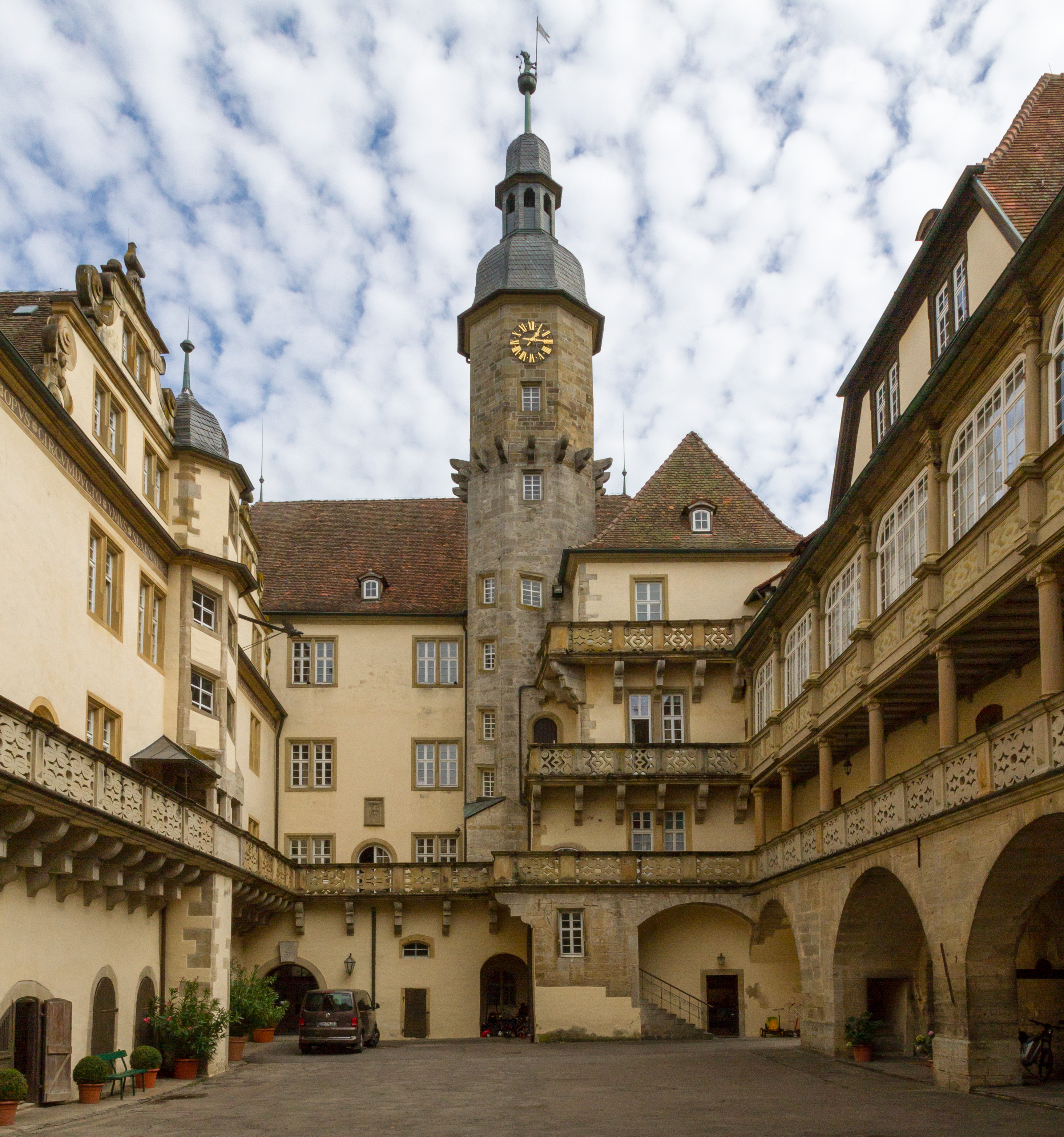
Внутренний двор и часовая башня
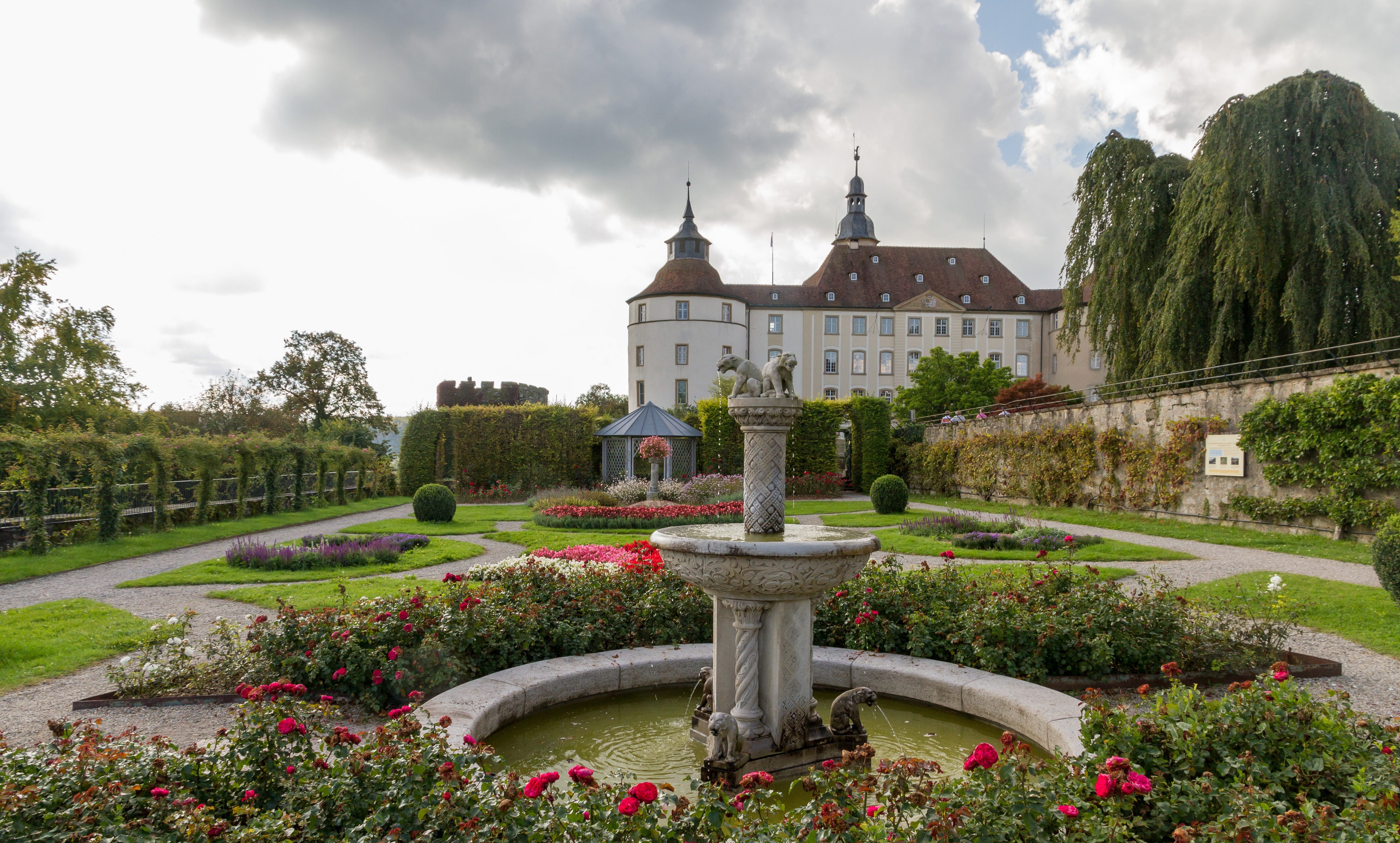
Барочный замковый сад
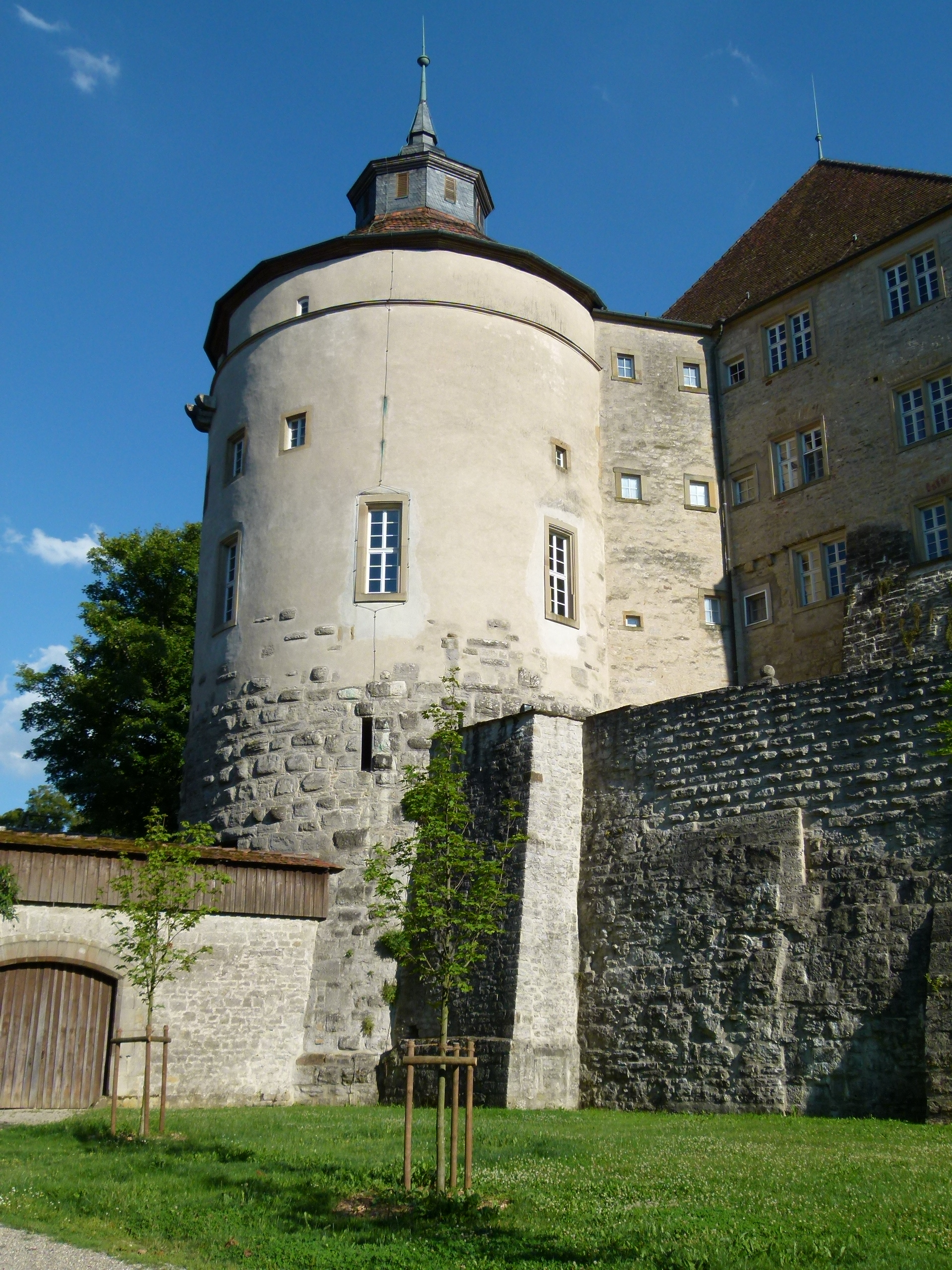
Одна из замковых башен